# Vinzenz de Pay
Vinzenz de Pay (* 17. Februar 1813 in Riedlingen; † nach 1887) war ein deutscher Architekt und Baubeamter.

## Leben
Vinzenz de Pay war ein Sohn des Stadtrats Joseph Fidel de Pay. Er erhielt in den Jahren 1830 bis 1835 eine Ausbildung in den Schulen der Bauräte Gaab und Bühler und betätigte sich später vor allem im Eisenbahnbau. 1842 wurde er Stadtbaumeister in Cannstatt. In dieser Eigenschaft baute er ein Mineralbadehaus am Sulzerrain und leitete 1847 die Restaurierung der Kirche in Markgröningen. 1850 war er am Bau des Enzviadukts in Bietigheim beteiligt. Zwei Jahre später war er Baumeister in Rottweil, 1862 in Esslingen.

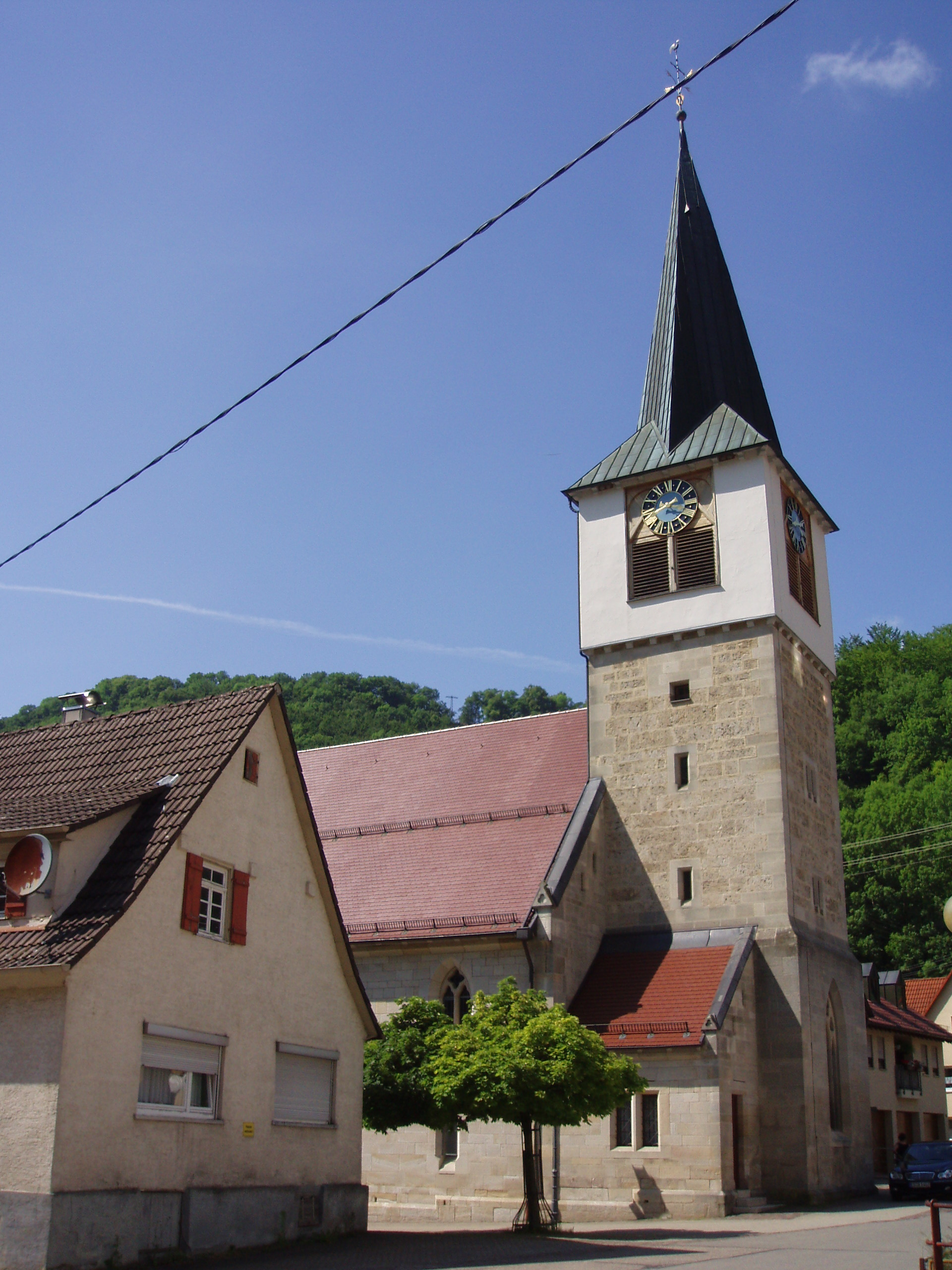
St. Nikolaus in Gutenberg

Der Aufriss der St.-Nikolaus-Kirche in Gutenberg, die in den Jahren 1865/1866 errichtet wurde, stammte von de Pay. Im Jahr 1868 wurde de Pay zum Baurat ernannt, er arbeitete ab 1869 als Bausachverständiger der Hofdomänenkammer. 1887 ging er in den Ruhestand.

## Familie
Aus der 1844 geschlossenen Ehe mit Jeanette von Mögling ging unter anderem der Sohn Johannes hervor.
Ein weiterer Nachkomme dürfte ein königlich württembergischer Eisenbahnbauinspektor namens V. de Pay gewesen sein, der 1911 in den Ruhestand versetzt wurde. Dieser de Pay legte 1903 eine Kurvenpalette vor, mit deren Hilfe Eisenbahn- und Straßenzüge ohne Zirkel oder andere Instrumente in Karten eingetragen werden konnten. Das Instrument, das im Zentralblatt der Bauverwaltung als „durchsichtig und widerstandsfähig“ bezeichnet wurde, wurde bei L. Jennewein in Stuttgart verkauft.